# Список бабок Польщі
Цей список є списком видів бабок (Odonata), спостережених на території Польщі. У фауні Польщі спостерігається 75 видів бабок з 9 родин.

## Підряд Різнокрилі (Anisoptera)

### Родина Дідки (Gomphidae)
| Українська назва                | Польська назва         | Латинська назва          | Автор таксона              | Поширення у Польщі                          | Зображення |
| Підряд: Різнокрилі (Anisoptera) |                        |                          |                            |                                             |            |
| Родина: Дідки (Gomphidae)       |                        |                          |                            |                                             |            |
| Дідок звичайний                 | Gadziogłówka pospolita | Gomphus vulgatissimus    | Linnaeus, 1758             | Досить поширений                            |            |
| Дідок жовтоногий                | Gadziogłówka żółtonoga | Gomphus flavipes         | Charpentier, 1825          | Досить поширений вздовж великих водойм      |            |
| Офіогомфус рогатий              | Trzepla zielona        | Ophiogomphus cecilia     | Geoffroy in Fourcroy, 1785 | Досить поширений у рівнинній частині країни |            |
| Оніхогомфус кліщоносний         | Smaglec mniejszy       | Onychogomphus forcipatus | Linnaeus, 1758             | Досить поширений                            |            |

### Родина Кордуліїди (Corduliidae)
| Українська назва                 | Польська назва          | Латинська назва            | Автор таксона       | Поширення у Польщі                               | Зображення |
| Підряд: Різнокрилі (Anisoptera)  |                         |                            |                     |                                                  |            |
| Родина: Кордуліїди (Corduliidae) |                         |                            |                     |                                                  |            |
| Зеленотілка альпійська           | Miedziopierś górska     | Somatochlora alpestris     | Sélys, 1840         | Рідкісний, на високогірних болотах               |            |
| Зеленотілка металева             | Miedziopierś metaliczna | Somatochlora metallica     | Vander Linden, 1825 | Повсюдно                                         |            |
| Зеленотілка північна             | Miedziopierś północna   | Somatochlora arctica       | Zetterstedt, 1840   | Дуже рідкісний, на півночі країни серед торфовищ |            |
| Зеленотілка жовтоплямиста        | Miedziopierś żółtoplama | Somatochlora flavomaculata | Linden, 1825        |                                                  |            |
| Епітека двоплямиста              | Przeniela dwuplama      | Epitheca bimaculata        | Charpentier, 1825   | У лісовій зоні                                   |            |
| Кордулія бронзова                | Szklarka zielona        | Cordulia aenea             | Linnaeus, 1758      | Досить поширений біля водойм                     |            |

### Родина Кордулегастерові (Cordulegastridae)
| Українська назва                            | Польська назва   | Латинська назва         | Автор таксона | Поширення у Польщі           | Зображення |
| Підряд: Різнокрилі (Anisoptera)             |                  |                         |               |                              |            |
| Родина: Кордулегастерові (Cordulegastridae) |                  |                         |               |                              |            |
| Кордулегастер двозубчастий                  | Szklarnik górski | Cordulegaster bidentata | Sélys, 1843   | Гори на півдні країни        |            |
| Кордулегастер кільчастий                    | Szklarnik leśny  | Cordulegaster boltonii  | Donovan, 1807 | Рідкісний у рівнинній Польщі |            |

### Родина Бабки справжні (Libellulidae)
| Українська назва                      | Польська назва         | Латинська назва           | Автор таксона      | Поширення у Польщі             | Зображення |
| Підряд: Різнокрилі (Anisoptera)       |                        |                           |                    |                                |            |
| Родина: Бабки справжні (Libellulidae) |                        |                           |                    |                                |            |
| Рівночеревець білохвостий             | Lecicha białoznaczna   | Orthetrum albistylum      | Sélys, 1848        | Повсюдно біля ставків          |            |
| Рівночеревець синіючий                | Lecicha mała           | Orthetrum coerulescens    | Fabricius, 1798    | Рідкісний                      |            |
| Рівночеревець коричневий              | Lecicha południowa     | Orthetrum brunneum        | Fonscolombe, 1837  | Рідкісний                      |            |
| Рівночеревець решітчастий             | Lecicha pospolita      | Orthetrum cancellatum     | Linnaeus, 1758     | Повсюдно                       |            |
| Тонкочеревець криваво-червоний        | Szablak krwisty        | Sympetrum sanguineum      | O. F. Müller, 1764 | Повсюдно                       |            |
| Тонкочеревець смугастий               | Szablak podobny        | Sympetrum striolatum      | Charpentier, 1840  | Повсюдно                       |            |
| Тонкочеревець південний               | Szablak południowy     | Sympetrum meridionale     | Sélys, 1848        | Досить поширений               |            |
| Тонкочеревець перев'язаний            | Szablak przepasany     | Sympetrum pedemontanum    | Allioni, 1776      | Рідкісний                      |            |
| Тонкочеревець сплющений               | Szablak przypłaszczony | Sympetrum depressiusculum | Sélys, 1841        | Досить поширений               |            |
| Тонкочеревець чорний                  | Szablak szkocki        | Sympetrum danae           | Sulzer, 1776       | Досить поширений               |            |
| Тонкочеревець Фонсколомба             | Szablak wędrowny       | Sympetrum fonscolombii    | Sélys, 1840        | Досить поширений               |            |
| Тонкочеревець звичайний               | Szablak zwyczajny      | Sympetrum vulgatum        | Linnaeus, 1758     | Досить поширений               |            |
| Тонкочеревець жовтий                  | Szablak żółty          | Sympetrum flaveolum       | Linnaeus, 1758     | Досить поширений               |            |
| Шафранка червона                      | Szafranka czerwona     | Crocothemis erythraea     | Brullé, 1832       | Досить поширений               |            |
| Бабка чотириплямиста                  | Ważka czteroplama      | Libellula quadrimaculata  | Linnaeus, 1758     | Досить поширений               |            |
| Бабка плоска                          | Ważka płaskobrzucha    | Libellula depressa        | Linnaeus, 1758     | Досить поширений               |            |
| Бабка руда                            | Ważka żółta            | Libellula fulva           | Müller, 1764       | Досить поширений               |            |
| Білоноска білолоба                    | Zalotka białoczelna    | Leucorrhinia albifrons    | Burmeister, 1839   | Досить поширений               |            |
| Білоноска червонувата                 | Zalotka czerwonawa     | Leucorrhinia rubicunda    | Linnaeus, 1758     | Досить поширений на торфовищах |            |
| Білоноска товстохвоста                | Zalotka spłaszczona    | Leucorrhinia caudalis     | Charpentier, 1840  | Досить поширений на торфовищах |            |
| Білоноска маленька                    | Zalotka torfowcowa     | Leucorrhinia dubia        | Linden, 1825       | Досить поширений               |            |
| Білоноска болотна                     | Zalotka większa        | Leucorrhinia pectoralis   | Charpentier, 182   | Досить поширений на торфовищах |            |

### Родина Коромисла (Aeschnidae)
| Українська назва                | Польська назва      | Латинська назва     | Автор таксона      | Поширення у Польщі      | Зображення |
| Підряд: Різнокрилі (Anisoptera) |                     |                     |                    |                         |            |
| Родина: Коромисла (Aeschnidae)  |                     |                     |                    |                         |            |
| Дозорець малий                  | Husarz mniejszy     | Anax parthenope     | Sélys, 1839        | Досить поширений        |            |
| Дозорець швидкий                | Husarz wędrowny     | Anax ephippiger     | Burmeister, 1839   | Досить поширений        |            |
| Дозорець-імператор              | Husarz władca       | Anax imperator      | Leach, 1815        | Досить поширений        |            |
| Коромисло мале                  | Żagnica jesienna    | Aeshna mixta        | Latreille, 1805    | Досить поширений        |            |
| Коромисло зеленобоке            | Żagnica południowa  | Aeshna affinis      | Linden, 1820       | Досить поширений        |            |
|                                 | Żagnica północna    | Aeshna caerulea     | Ström, 1783        | Масив Карконоші         |            |
|                                 | Żagnica ruda        | Aeshna isoceles     | Müller, 1767       | Досить поширений        |            |
| Коромисло синє                  | Żagnica sina        | Aeshna cyanea       | O. F. Müller, 1764 | Досить поширений        |            |
| Коромисло очеретяне             | Żagnica torfowa     | Aeshna juncea       | Linnaeus, 1758     | Поширений на торфовищах |            |
|                                 | Żagnica torfowcowa  | Aeshna subarctica   | Walker, 1908       | Поширений на торфовищах |            |
| Коромисло велике                | Żagnica wielka      | Aeshna grandis      | Linnaeus, 1758     | Досить поширений        |            |
| Коромисло зелене                | Żagnica zielona     | Aeshna viridis      | Eversmann, 1836    | Поширений на торфовищах |            |
| Короткочеревець лучний          | Żagniczka zwyczajna | Brachytron pratense | Müller, 1764       | Досить поширений        |            |

## Підряд Рівнокрилі (Zygoptera)

### Родина Стрілки (Coenagrionidae)
| Українська назва                 | Польська назва        | Латинська назва       | Автор таксона     | Поширення у Польщі                       | Зображення |
| Підряд: Рівнокрилі (Zygoptera)   |                       |                       |                   |                                          |            |
| Родина: Стрілки (Coenagrionidae) |                       |                       |                   |                                          |            |
| Негаленія чудова                 | Iglica mała           | Nehalennia speciosa   | Charpentier, 1840 | Рідкісний, трапляється на торфовищах     |            |
| Стрілка-дівчина                  | Łątka dzieweczka      | Coenagrion puella     | Linnaeus, 1758    | Повсюдно                                 |            |
| Стрілка Ліндена                  | Łątka jeziorna        | Erythromma lindenii   | Sélys, 1840       | Повсюдно                                 |            |
| Стрілка прикрашена               | Łątka ozdobna         | Coenagrion ornatum    | Sélys, 180        | На півдні, зникаючий                     |            |
| Стрілка списоносна               | Łątka stawowa         | Coenagrion hastulatum | Charpentier, 1825 | Звичайний вид                            |            |
| Стрілка чудова                   | Łątka wczesna         | Coenagrion pulchellum | Linden, 1823      | Звичайний вид                            |            |
| Стрілка весняна                  | Łątka wiosenna        | Coenagrion lunulatum  | Charpentier, 1840 | Звичайний вид                            |            |
| Стрілка гарна                    | Łątka zalotna         | Coenagrion scitulum   | Rambur, 1842      | У Польщі єдине спостереження у 1926 році |            |
| Стрілка озброєна                 | Łątka zielona         | Coenagrion armatum    | Charpentier, 1840 | Рідкісний                                |            |
| Вогнетілка-русалонька            | Łunica czerwona       | Pyrrhosoma nymphula   | Sulzer, 1776      | Досить поширений                         |            |
| Еналягма чашоносна               | Nimfa stawowa         | Enallagma cyathigerum | Charpentier, 1840 | Досить поширений                         |            |
| Червоноочка-наяда                | Oczobarwnica większa  | Erythromma najas      | Hansemann, 1823   | Досить поширений                         |            |
| Червоноочка зелена               | Oczobarwnica mniejsza | Erythromma viridulum  | Charpentier, 1840 | Досить поширений                         |            |
| Тонкохвіст елегантний            | Tężnica wytworna      | Ischnura elegans      | Linden, 1820      | Досить поширений                         |            |
| Тонкохвіст маленький             | Tężnica mała          | Ischnura pumilio      | Charpentier, 1825 | Рідкісний                                |            |

### Родина Лютки (Lestidae)
| Українська назва               | Польська назва       | Латинська назва      | Автор таксона        | Поширення у Польщі              | Зображення |
| Підряд: Рівнокрилі (Zygoptera) |                      |                      |                      |                                 |            |
| Родина: Лютки (Lestidae)       |                      |                      |                      |                                 |            |
| Сіролютка руда                 | Straszka pospolita   | Sympecma fusca       | Linden, 1820         | Досить поширений                |            |
| Сіролютка кільчаста            | Straszka północna    | Sympecma paedisca    | Brauer, 1877         | Переважно на півночі та сході   |            |
| Лютка повільна                 | Pałątka południowa   | Lestes barbarus      | Fabricius, 1798      | Спорадично                      |            |
| Лютка-дріада                   | Pałątka niebieskooka | Lestes dryas         | Kirby, 1890          | Повсюдно                        |            |
| Лютка-наречена                 | Pałątka pospolita    | Lestes sponsa        | Hansemann, 1823      | Повсюдно                        |            |
| Лютка ясно-зелена              | Pałątka mała         | Lestes virens        | Charpentier, 1825    | Повсюдно                        |            |
| Лютка великовічкова            | Pałątka wielkoplama  | Lestes macrostigma   | Eversmann, 1836      | Єдине спостереження у 1961 році |            |
| Лютка зелена                   | Pałątka zielona      | Chalcolestes viridis | Vander Linden, 1825) | Досить поширений                |            |

### Родина Плосконіжки (Platycnemididae)
| Українська назва                      | Польська назва  | Латинська назва      | Автор таксона | Поширення у Польщі | Зображення |
| Підряд: Рівнокрилі (Zygoptera)        |                 |                      |               |                    |            |
| Родина: Плосконіжки (Platycnemididae) |                 |                      |               |                    |            |
| Плосконіжка звичайна                  | Pióronóg zwykły | Platycnemis pennipes | Pallas, 1771  | Звичайний вид      |            |

### Родина Красуні (Calopterygidae)
| Українська назва                 | Польська назва         | Латинська назва      | Автор таксона  | Поширення у Польщі | Зображення |
| Підряд: Рівнокрилі (Zygoptera)   |                        |                      |                |                    |            |
| Родина: Красуні (Calopterygidae) |                        |                      |                |                    |            |
| Красуня діва                     | Świtezianka dziewica   | Calopteryx virgo     | Linnaeus, 1758 | Звичайний вид      |            |
| Красуня блискуча                 | Świtezianka błyszcząca | Calopteryx splendens | Harris, 1782   | Звичайний вид      |            |